# Kengo Ishii
Kengo Ishii (石井 謙伍 Ishii Kengo?), född 2 april 1986 i Hokkaido prefektur, är en japansk fotbollsspelare.
Ishii började sin karriär 2005 i Consadole Sapporo. Han spelade 115 ligamatcher för klubben. 2010 flyttade han till Ehime FC. Han gick tillbaka till Consadole Sapporo (Hokkaido Consadole Sapporo) 2014.